# Fillmore (Nowy Jork)
Fillmore – jednostka osadnicza w Stanach Zjednoczonych, w stanie Nowy Jork, w hrabstwie Allegany.